# Horst Hano
Horst Hano (* 6. November 1937 in Koblenz) ist ein deutscher Fernsehjournalist. Er war von 1965 bis 1997 als Reporter und als Korrespondent in mehreren europäischen Ländern tätig.

## Biografie
Hano legte im Jahr 1957 das Abitur am Wilhelm-Hittorf-Gymnasium in Münster ab und studierte  Geschichte in München.  Nach der Promotion begann er seine journalistische Laufbahn als Volontär beim Münchener Büro der "Tagesschau" und später als Redakteur beim neuen Nachrichtenmagazin "Report München", wo er unter anderem mit  Dagobert Lindlau zusammenarbeitete. 1971 wechselte er zum Norddeutschen Rundfunk als Reporter des Fernsehmagazins "Panorama", 1974 entsandte ihn die ARD als ersten TV-Korrespondenten nach Spanien.  Von Madrid aus berichtete er bis 1979 über die iberische Halbinsel und die Länder des Maghreb. Insbesondere das Ende der Franco-Diktatur, die "Nelkenrevolution" in Portugal 1974 und 1975 und die folgenden politischen Entwicklungen waren Gegenstand seiner Berichte, die allerdings bei konservativen Kritikern Anstoß erregten. Danach war er von 1982 bis 1989 Skandinavien-Korrespondent. Im Sommer 1989 übernahm er die Stelle des ARD-Korrespondenten in Ostberlin, von wo er alsbald über die Wende und friedliche Revolution in der DDR berichten konnte.
Hano blieb auch nach dem Ende der DDR bis 1992 als Korrespondent in Berlin, nahm von 1992 bis 1995 einen Korrespondentenstelle in London wahr und kehrte anschließend von 1995 bis 1996 als Korrespondent nach Berlin zurück.
Hanos Sohn Johannes Hano ist ebenfalls TV-Korrespondent.

## Auszeichnungen
- 1980: Adolf-Grimme-Preis für die Berichterstattung von der Iberischen Halbinsel
- 1982: Adolf-Grimme-Sonderpreis zur Nord-Süd-Problematik für die Sendung Mit offenen Augen in die Katastrophe